# 暴力追放青森県民会議
公益財団法人暴力追放青森県民会議（こうえきざいだんほうじんぼうりょくついほうあおもりけんみんかいぎ）とは、 暴力団員による不当な行為の防止等に関する法律（以下、暴力団対策法）の第32条に基づき、青森県公安委員会から暴力追放運動推進センターとして指定を受けた公益法人である。青森県暴力追放県民センターとも。

## 概要
| 暴力団対応10原則（不当要求に対する応答） |
| 1.相手を確認する                         |
| 2.用件を確認する                         |
| 3.相手より多い人数で、自分の城で対応する |
| 4.言動に注意する                         |
| 5.安易に署名・押印はしない               |
| 6.相手の要求に応じ即断、即答はしない     |
| 7.一時的には担当者が対応する             |
| 8.湯茶の接待はしない                     |
| 9.会話や応対の内容を記録する             |
| 10.警察や暴追センターに通報する          |

1985年（昭和60年）頃には、全国で暴力団の縄張り争いによる対立抗争事件が急増し、活発化した暴力団の活動は青森県にも及び、広域暴力団の進出するきっかけとなった。青森県内で小競り合いが多発したため、県民は危機感を覚えるのに十分過ぎるほどであった。暴力に対抗しうる組織の要望が高まり、官民一体で暴力団排除活動を強力に推進することを目的として、1987年に「暴力追放青森県民会議」を設立した。それでもなお暴力団員数は増加し、必然的に県民や県内企業を対象とした不当行為が急増したため、相談活動等を恒常的に推進する必要性が生じてきていた。そして、1992年に施行した暴力団対策法を契機に「暴力追放青森県民会議」を発展的に解消し、「財団法人暴力追放青森県民会議」を設立するに至る。
青森県は、1993年から六ヶ所再処理工場の建設を進めているが、暴力団及び暴力団関係者は環境保護団体になりすまし、恐怖を煽って資金獲得をねらっているとされている。建設に対して反対派となれば行政や業者に対して不当要求を実施する口実となり、推進派となれば業者として金銭を得るとともに、詳細な内事情を把握することになる。これら暴力団関係者の増加とともに悪徳商法が盛んになるのは必然的なことであった。暴力団の主要な資金獲得手段になっている悪徳商法の対処には、消費生活センターと連携した青森警察が相談にあたっている状況が続いている。
このような背景を元に財団法人暴力追放青森県民会議は「県民の暴力追放意識と暴力追放運動の高揚を図るとともに、暴力団の存在を許さない社会基盤を確立するなどし、もって暴力のない安全で住みよい社会づくりに寄与することを目的」として強く暴力団排除を推進している。

## 主な事業内容
暴力追放運動推進センターの事業内容は、暴力団対策法によって定められている。基本的には暴力団ばかりでなく、総会屋、会社ゴロ、えせ同和行為、えせ右翼、えせ反日等から因縁をつけられたり、被害にあったりして困っている人を対象とした事業を実施する。また、暴力団員等は因縁を付け易い法制度に長けており、意図的に法に触れる行為を誘導したり、それらを見届けた上で因縁を付け金銭を要求する集団であるため、通報及び相談が一番の解決となる。暴力追放運動推進センターは相談によって助言、処置等行い、支援する機関である。
財団法人暴力追放青森県民会議おける主な事業内容は次の通り。
暴力追放に関する啓蒙事業
- 暴力団追放青森県民大会の開催。[2]
- 新聞、テレビ、ラジオ等による広報。
- 会報「暴追あおもり」やパンフレット等の配布。

暴力団に関する相談事業
- 交通事故示談、債権取立。用心棒代や物品受入要求。 寄附金や賛助金の要求。
- その他、暴力団による不当要求等に関する相談等。
- 暴力団を辞めたい人の相談。

離脱援助事業
- 電話や面接等の相談内容により、警察、弁護士会、刑務所、少年院、鑑別所、保護観察所、保護司会等と連携して暴力団から離脱するための支援を実施。
- 暴力団から離脱した者の就職支援。

暴力団員による不法行為の被害者に対する救済事業
- 訴訟費用や被害修復費用を無利子で貸付ける。

少年指導委員研修活動
- 少年の暴力団加入阻止と離脱促進を図る目的で少年指導員に対して研修を行う。
- 暴走族に関する研修活動を含む。[3]

不当要求防止責任者講習
- 不当要求の矛先はあらゆる事業所に向いており、これらの被害を防止するために実施。
- 「暴力団の現状と動向」「暴力団対策法の概要」「暴力団への対応方法」等について、実例を用いて実施。

## 基本的な対応要領
日常が偽善に満ち溢れた暴力団関係者は、常日頃から様々な金銭獲得手段を考える利益至上主義思考であり、暴力を伴う不当要求は日常茶飯事の出来事として行われるため、暴力団が関与する様々な各種犯罪は治安を悪化させる主要要因となっている。青森県では、暴力団を社会から排除し、根絶するために県民全員が「暴力団追放三ない運動」を確実に実行するべきとし、依然として絶えない不当要求に対して暴力団対応の基本姿勢を「暴力団対応10原則」に付け加えている。
暴力団関係者との対応要領として、基本的な心構え3点を掲示しており、仕返し、いわゆる「お礼参り」など絶対にないよう警察への通報、暴力追放青森県民会議への相談が必要としている。
1.毅然とした態度（恐れるな、侮るな）
あらゆる技法を駆使して金銭を取ることが目的であるため、直接的に暴行、障害を加えることは稀である。必要以上に恐れることはないが、目的の為には手段を選ばない（ルールを守らない）脅しの本職であるので決して侮ってはいけない。
2.信念と気迫
暴力団員は強い者に弱く、弱い者には限りなく強く、相手を屈するためには共同体を築くものである。法令遵守意識を持った強い信念と、対決する気迫をもって折衝にあたることが必要である。
3.冷静な対応（挑発にのるな、挑発するな）
暴力団員は、偽善に満ち満ちた心理操作技法を常に用い、相手を挑発し失言を誘ったり、言葉尻をとらえ、誘導したり暗示的に無理難題を押しつけて来る。また、感情の自制が欠落しているため、冷静さを失って見境無く暴力に及ぶことがある。

## 暴力に関する相談事例からの重点事項
暴力団員等による暴力を伴う不当な行為は、金銭獲得の為の手段であるため、その資金源を断つことは暴力団を弱体化させ社会から排除する一番効果的な方策となる。近年の暴力団の特徴と傾向が青森県でも顕著に認められ、相談内容から頻繁に認められる事例を取りまとめた広報啓蒙活動を実施している。悪徳商法からの被害を防止することで暴力団等の排除が推進される。

### 高額図書の購入要求等に対する対応方法
全国的に高額図書の送りつけ、えせ同和行為などの多様な技法を用いて代金を支払わせる送りつけ商法が多発している。青森県では、暴力団関係者が政治結社やNPOなどを隠れみのに「北方領土返還運動に、ご賛同をお願いしたいから本を購入して欲しい。」「あとで若い者をやるからよろしく頼む。」などと脅迫的な言動で高額図書の購入を押し付ける事案が後を絶たず、非常に多くの相談が寄せられている。これらは、接近の口実として機関誌等の購入に名を借りた不当な金銭要求行為に他ならない。
購入については自由だが、味を占めた暴力団関係者は、あの手この手と次の「ゆすり・たかり」を考えるため、暴力団等の排除のために必要のないものであったらはっきりと断るべきである、と主張している。
| 電話による勧誘           | 相手を確認する。用件を確認する。                                                   |
| 電話による勧誘           | 社長等のトップは出さない。                                                         |
| 電話による勧誘           | 不要と判断した場合は「いりません。」とはっきり断る。                               |
| 来訪による勧誘           | 氏名・住所・用件を確認する。                                                       |
| 来訪による勧誘           | 担当者を決めて複数対応し、社長等とは会わせない。                                   |
| 来訪による勧誘           | 不要の場合ははっきりと断り、「お帰り下さい。」と退去要求する。                     |
| 来訪による勧誘           | 退去要求に応じないときは「警察に連絡する。」等と告げる。                           |
| 一方的に送られてきた場合 | 代金を支払う義務はない。「返送」「保管」の方法がある。ネガティブ・オプション参照。 |

　表は財団法人暴力追放青森県民会議から作成。
用語類を曖昧にして暗示的に示すため、必ず確認することが必要である。また、電話や来訪による勧誘の応答には、「検討します。」「相談してみます。」「結構です。」などの曖昧になる言葉は使わないこと。特に「結構です。」の言葉は、意図的に購入を快諾した事の意味に取られる。執拗な要求があった場合は、早急に警察に連絡を入れる。更に詳細な対処法は不当要求防止責任者講習において指導している。

### 悪質金融に関する被害の防止
暴力金融、ヤミ金融など悪質な金融業者は、出資の受入れ、預り金及び金利等の取締りに関する法律（出資法）に違反する高金利で貸付け、返済が少しでも滞ると相手の弱みにつけ込み暴力的な言動で返済を迫ったり、家族や会社などに無差別に電話するなどして、他から借金をさせてまでも返済させるという被害が多発している。
これらの悪質金融業者は、新聞、テレビ等でも報道されており、背後に暴力団が関与し、資金源にしていると考えられている。
やむを得ず借りる時の留意事項
1. 契約内容を入念に確認の上契約し、契約書類を確実に受け取ること。
2. 返済した時は、必ず領収書を受け取り、振込による場合は振込書を必ず保管しておくこと。
3. 返済に困ったときは、弁護士会などの相談機関に早めに相談すること。

その他注意事項　
1. 過去にサラ金などから借用したことのある人をターゲットに、返済が済んでいるのに未返済があったとか債権を引き継いだなどと脅迫的な言動で金を請求してくる場合がある。
2. 返済が済んでいる場合は、請求されたからといって支払う必要は無いが、相手の名前や住所、振込先等を聞き出し、確実に把握しておくことが大切である。後日、自分の債務が無いことの証明となる。
3. 暴力的な言動で請求された場合は、速やかに暴力追放青森県民会議や警察に相談すること。

### 振り込め詐欺に関する被害の防止
青森県では振り込め詐欺による被害が後を絶たない。次から次へと新しい手口を考え出し、巧妙に被害者を騙して金を振り込ませる事件が多発し、その多くは暴力団が絡んでおり、資金源になっていると考えられている。
基本的な対応要領対応として「あわてない」「おびえない」「驚かない」「無視する」「相談する」の5原則を掲示しており、相手の確認、用件の確認など常識的な応対方法から始めることが被害の防止になり得る。また、被害が無くとも不審に思ったときは、最寄りの警察署や財団法人暴力追放青森県民会議などの相談機関に一報入れることが有意義である。
| 通称               | 通称                 | 手口と手法 |
| 有料サイトなど口実 | 有料サイト型         | 出会い系サイトあるいはアダルト系サイトなどの不当な未納料金を名目に金銭を請求。 |
| 有料サイトなど口実 | 脅し型（恐喝型）     | 「お支払いのない場合はブラックリストに登載しますよ。」「給料の差し押さえ、他の法的措置を執ります。」「勤務先や自宅にお伺いします」などを口実に脅かして金銭を要求。また、出会い系サイトなどの利用者に対して、暴力団をかたって脅迫し、金銭を要求。 |
| 有料サイトなど口実 | 債権譲り受け型       | 有料サイト料、レンタルビデオ代金等の架空の債権を譲り受けたなどとして、債権回収業者などを装って金銭を請求。 |
| 有料サイトなど口実 | 弁護士・警察官利用型 | 弁護士・警察官・法律事務所などの肩書き（概ね虚偽）をかたり、有料サイトの閲覧料金等の未納分があるとして金銭を請求。 |
| 有料サイトなど口実 | 法律型               | 情報通信料金の未納分を「電子消費契約民法特例法」に基づいて、直接ご自宅あるいはお勤め先に伺い回収します。」などと存在しない法律や制度を偽って、金銭を請求。                                                                                       |
| 有料サイトなど口実 | 大臣許可型           | 「法務大臣から許可された債権回収業者です。」と偽って金を請求。 |
| 多重債務者狙い型   | 多重債務者狙い型     | 多重債務者に対し、国民年金協会などの公的団体を名乗り、ブラックリスト抹消料や官報広告料などの名目で金を請求。 |
| オレオレ詐欺型     | オレオレ詐欺型       | 主として高齢者や主婦を対象に、その息子（娘）や孫を装って電話をかけ、交通事故の示談、入院手術費、ヤミ金の返済などを理由として金を請求。 |
| しくしく詐欺型     | しくしく詐欺型       | 電話で「息子（娘）を誘拐した。」「ヤミ金の保証人になっているので監禁している。」など恐怖心をあおった上に、息子（娘）の泣き声を聞かせるなどして、困惑させて金を請求。                                                                             |
| 当選商法型         | 当選商法型           | 自動車や電化製品等が懸賞で当たったと電話で嘘を言い、自動車の登録手数料や送料等をだまし取る。 |
| 過大請求型         | 過大請求型           | 架空請求ではないが、有料サイトを数秒間利用しただけで過大（法外）な料金を請求。 |

　出典：財団法人暴力追放青森県民会議
暴力団等は、自ら要求事項をハッキリ述べず、相手の言動を元に対話を組み立て金品を騙し取るため、意思決定プロセスに必ず欠落した文脈がある。これらは、消費者契約法における不実告知、不利益事実の布告知、誤認による意思表示の取り消し、その他法制度に反映されているが、暴力団等はその法制度に非常に長けており、金品を騙し取るまでの詐欺行為、暴力を背景とした強迫行為等は立証しにくい場合が多く、金品を奪った後は巧妙な逃げ道が用意されている。従って、被害にあわないために基礎的な常識を認知する「暴力団対応10原則」が極めて有効な応答となる。なお、企業においてはコーポレートガバナンス等が重要となる。
このような悪徳商法の手口は、暴力団等が日常的に行っている企業対象暴力や行政対象暴力 など不当要求を応用した手口に他ならない。例えば、企業の不手際等の弱み握りブラック企業だと決め付けてから金銭を要求する不当な行為がある。暴力団等が企業及び行政から不当な資金が得られないと、その矛先は必然的に市民へ向くことになるため、財団法人暴力追放青森県民会議は他の関係機関と連携し、相談及び通報を受けると率先的に対応を行うものである。

## 青森県における暴力団員等の排除
2007年の町田市立てこもり事件を受けた国土交通省からの通達により、青森県では公営住宅及び特定公共賃貸住宅の入居者資格の見直しを行い暴力団員の排除を進めている。
入居済みの場合には警察官が立会い退去を支援し、周囲の入居者に関する相談は財団法人暴力追放青森県民会議が受け持つことになる。また、青森市、三沢市、十和田市、弘前市、つがる市と藤崎町では、既に暴力団員の排除に向け条例を改正しており、管轄の各警察署と協力体制の強化に関して合意書を締結している。
青森県八戸市では、八戸警察署との間で「行政対象暴力等の排除に関する合意書」を締結している。これに続き、反社会的集団である暴力団等の威力誇示や資金獲得活動の場に公共施設が悪用できなくするため「公共施設から暴力団等を排除する条例」に、公共施設を設置及び管理する条例の使用制限に暴力団等の排除規定を加える改正案が提出されている。

## 国土交通省における暴力団員等の不当介入排除
国土交通省東北地方整備局では、発注工事に暴力団員等の不当介入を徹底して排除するため東北6県の警察本部との間で合意書を締結し、2007年4月1日以降に契約手続きを開始する工事から適用している。その適用は、工事を受注している請負者に対して課せられ、不当介入等があった場合は、速やかに警察や発注者に報告することを義務付けるものであり、報告を怠ったことが確認された場合、指名停止等の措置が講ぜられる。
東北地方整備局と合意書を締結した機関は次の通り。
- 青森県警察本部
- 岩手県警察本部
- 宮城県警察本部
- 秋田県警察本部
- 山形県警察本部
- 福島県警察本部